# Elisenda Roca
Elisenda Roca i Palet (Barcelona, 14 de febrer de 1963) és una periodista i presentadora de televisió catalana.

## Biografia
Va estudiar Ciències de la Informació a la Universitat Autònoma de Barcelona.
Ha estat vicedegana del Col·legi de Periodistes de Catalunya.
Dirigeix la productora d'audiovisuals Paraula. Va formar part del jurat del premi literari Lletra d'Or.
Els seus inicis professionals van ser al programa Tutti Fruti de Ràdio Joventut de Barcelona, quan tenia tan sols disset anys. A Radiocadena Espanyola va editar i va presentar l'informatiu matinal conjuntament amb Anna Maria Bordas. A Antena 3 de Ràdio va presentar "Buenas Tardes", "Viva la gente de Barcelona", "El guateque" i "Los 33 de antena". El 1990 va passar a la recentment creada televisió Antena 3, on condueix el concurs Los segundos cuentan. Roman a la cadena fins al febrer de 1991, quan es converteix en el primer fitxatge d'una professional d'una cadena privada a la televisió pública per presentar l'espai que major popularitat li proporcionaria: el concurs cultural Cifras y letras, a Televisió Espanyola, gràcies al qual aconsegueix el 1994 els premis Antena de Oro, Ondas de Televisión i TP d'Or. Es manté a l'espai fins al 1996 i el 1995 ho compagina amb el programa de debat intergeneracional A las diez en casa, La Primera de TVE i els programes nadalencs "Telepasión Espanyola".
El 1998 va col·laborar al magazine "Les mil i una" de Jordi González a TV3 participant en la tertúlia de cinema amb Jaume Figueras i Guillermina Motta.
En ràdio, va dirigir i va presentar Les tardes amb Elisenda Roca (1999) a la cadena COM Ràdio de Barcelona durant cinc temporades. En aquest magazín de tarda, va recuperar el teatre radiofònic amb guions originals i la participació de Rosa María Sardà, Sergi Belbel, Miquel García Borda, entre d'altres. (Eulàlia, de Núria Furió, Rick Rovira, de Núria Furió, Somnien les ovelles científics clònics?, de David Plana, Ni cinc!, de Xevi Aranda, i Una vida més al sud, de Sergi Pompermayer). A la mateixa emissora va dirigir i va presentar el programa de cap de setmana Dies de Ràdio (2000-2005).
Va presidir i va coordinar "Informació. Poder i ètica al segle XXI", una trobada internacional de Periodisme, dirigida per Manuel Campo Vidal, en el Fòrum 2004.
En televisió, va conduir l'espai Qui ho diria a TV3, va conduir la franja de prime time nocturn de la Marató de TV3 dedicada a les malalties neurodegeneratives conjuntament amb Antoni Bassas i Àngels Barceló, per posteriorment fitxar per Barcelona TV, on ha estat al capdavant del debat polític Plats pel cap, del concurs Joc de paraules i, des del 2005 al 2009 del magazine d'actualitat La tarda.
Actualment, treballa com a articulista en el diari Ara i en la revista "Descobrir Catalunya", participa en la tertúlia d'actualitat del programa "8 al dia" de Josep Cuní a 8TV i col·labora al programa de ràdio "El món" de Jordi Basté i en la Tertúlia Exprés del programa La primera pedra, de Jordi Margarit, tots dos a RAC 1. Així mateix, és crítica de televisió al programa Gente Despierta de Carles Mesa a RNE. Col·labora a Catorze. Cultura viva, la web cultural dirigida per Eva Piquer amb la pàgina "Gent que val la pena". El seu blog a la web criatures.cat és "S'aixeca el teló".
Així mateix, realitza doblatge de cinema i publicitat.
És professora del màster de comunicació audiovisual dirigit per Emma Rodero de la IDEC-Universitat Pompeu Fabra i del màster de televisió de la Universitat Ramon Llull, dirigit per Marta Casagolda i Pol Marsà.
El gener de 2006 es va estrenar com a directora teatral amb una adaptació de Misteriós assassinat a Manhattan de Woody Allen, amb interpretació de Montse Guallar, Àlex Casanova i Pep Ferrer al Teatre Tívoli de Barcelona, prorrogant al Teatre Comtal. El 14 de febrer de 2013, va dirigir el musical de Joe DiPietro i Jimmy Roberts "T'estimo, ets perfecte, ja et canviaré" al Teatre Poliorama amb Mercè Martínez, Jordi Vidal, Muntsa, Rius i Frank Capdet en el repartiment i els músics Víctor Pérez Bigues, violí i Andreu Gallén, piano i direcció musical. Després d'una llarga gira per Catalunya, el musical torna el 14 de febrer de 2014 al Teatre Goya Codorníu amb Ivan Labanda i Jordi Llordella en els papers masculins. El musical torna a recalar de nou en el Teatre Poliorama amb la incorporació de Ferran González i Xavier Mestres substituint a Llordella i Labanda. L'obra aconsegueix el Premi Butaca al millor Musical i el Premi Butaca a la millor actriu per a Mercè Martínez. El novembre de 2015 dirigeix "73 raons per deixar-te" un musical amb text de Guillem Clua i música de Jordi Cornudella. En la direcció musical repeteix amb el pianista i compositor Andreu Gallén. L'obra s'estrena en gira per fer temporada en el Teatre Goya de Barcelona. Protagonitzen el muntatge Mercè Martínez, Marc Pujol, Mone Teruel i Abel Folk. Després de la marxa de Folk per protagonitzar una sèrie en Antena 3, és substituït per Àlex Casanovas.
És autora dels llibres: "Vamos a ser padres", Grijalbo, "Serem pares", Rosa dels Vents. "Què puc menjar si estic embarassada?" Rosa dels Vents, "Què puc menjar si estic embarassada?" Grijalbo, "Joc de Paraules", Empúries, "M’expliques un conte?" Empúries, "Fora malsons!"/"¡Fuera pesadillas!" y "No som els tres porquets"/"No somos los tres cerditos", "Hola, gràcies, adéu/Hola, gracias, adiós" y "Això és meu/ Esto es mío", ""Pim! Pam! Pum!" una col·lecció per a primers lectors d'editorial Bambú, traduïts a l'anglès, xinès i coreà, i "Misteri a Moltmort", una novel·la juvenil d'aventures publicada per Cruïlla de la col·lecció El vaixell de Vapor.
Ha obtingut prestigiosos premis: Ondas, TP d'Or, ATP Associació de tele espectadors de Madrid, Antena d'Or, APEI, Òmnium Cultural de Ràdio, Cristina Requena de Periodisme-Ciutat de Valls i Micròfon de Plata.